# Şanlıurfa (Provinz)
Şanlıurfa [ʃanˈlɯuɾfa] (arabisch الرها, DMG ar-Ruhā, kurdisch Riha, syrisch ܐܘܪܗܝ Urhoy) ist eine Provinz in der Republik Türkei. Sie liegt in Südostanatolien und grenzt im Süden an Syrien. Im Osten liegt die Provinz Mardin, im Westen Gaziantep, im Norden Adıyaman und im Nordosten Diyarbakır. Seit 2018 liegt die Einwohnerzahl weit über zwei Millionen und ist somit die 8 größte Stadt der Türkei.
Die Hauptstadt der Provinz heißt ebenfalls Şanlıurfa.
1983 wurden der Provinz und deren Hauptstadt, die bis dahin lediglich Urfa hießen, der Titel şanlı (zu Deutsch „ruhmreich“) verliehen. Er soll an den Widerstand gegen die französische Besatzung im türkischen Befreiungskrieg erinnern.

## Verwaltungsgliederung
Şanlıurfa ist seit 2012 eine Großstadt (Büyükşehir belediyesi). Nach einer Verwaltungsreform 2013 sind alle Landkreise direkt dem Oberbürgermeister von Şanlıurfa unterstellt. Die ehemaligen Bürgermeister der Gemeinden (Belediye) wurden auf den Rang eines Muhtars heruntergestuft. Der zentrale Landkreis (Merkez) wurde im Zuge der Reform in drei neue Bezirke (Eyyübiye, Haliliye und Karaköprü) aufgeteilt. Alle 13 Landkreise sind gleichzeitig Stadtgemeinden (Belediye). Alle 13 Gemeinden, die kein Kreissitz waren sowie die bis Ende 2012 bestehenden 1157 Dörfer (Köy) wurden im Zuge der Verwaltungsreform in Stadtbezirke/Stadtviertel (Mahalle) überführt.
| - Akçakale (arabisch التل الأبيض, DMG at-Tall al-Abyaḍ) - Birecik (kurdisch Bêrecûg) - Bozova (kurdisch Hewag) - Ceylanpınar (kurdisch Serê Kaniyê) - Eyyübiye - Halfeti (kurdisch Xalûfat) - Haliliye | - Harran (arabisch حران, DMG Ḥarrān) - Hilvan (kurdisch Curnê Res) - Karaköprü - Siverek (zazaisch Süreg) - Suruç (kurdisch Pirsûs) - Viranşehir |

| Kreis- code 1        | Landkreis İlçe       | Fläche 2 (km²) | Bevölkerung am 31.12.2020 3 | Bevölkerung am 31.12.2020 3 | Bevölkerung am 31.12.2020 3 | Anzahl der Mahalle | Bevölke rungs dichte (Einw./km²) | Sex Ratio 4 Frauen auf 1000 Männer | Grün- dungs datum 5, 6 |
| Kreis- code 1        | Landkreis İlçe       | Fläche 2 (km²) | Gesamt                      | männlich                    | weiblich                    | Anzahl der Mahalle | Bevölke rungs dichte (Einw./km²) | Sex Ratio 4 Frauen auf 1000 Männer | Grün- dungs datum 5, 6 |
| -------------------- | -------------------- | -------------- | --------------------------- | --------------------------- | --------------------------- | ------------------ | -------------------------------- | ---------------------------------- | ---------------------- |
| 1115                 | Akçakale             | 1.038          | 118.426                     | 60.546                      | 57.880                      | 119                | 114,1                            | 956                                |                        |
| 1194                 | Birecik              | 912            | 95.683                      | 47.900                      | 47.783                      | 83                 | 104,9                            | 998                                |                        |
| 1209                 | Bozova               | 1.329          | 54.872                      | 27.519                      | 27.353                      | 88                 | 41,3                             | 994                                | 1926                   |
| 1220                 | Ceylanpınar          | 1.589          | 89.826                      | 45.375                      | 44.451                      | 50                 | 56,5                             | 980                                | 1982                   |
| 2091                 | Eyyübiye             | 1.626          | 382.974                     | 193.466                     | 189.508                     | 162                | 235,5                            | 979                                | 2012                   |
| 1378                 | Halfeti              | 609            | 41.258                      | 20.159                      | 21.099                      | 49                 | 67,7                             | 1047                               | 1954                   |
| 2092                 | Haliliye             | 1.924          | 385.881                     | 193.988                     | 191.893                     | 170                | 200,6                            | 989                                | 2012                   |
| 1800                 | Harran               | 904            | 92.549                      | 46.388                      | 46.161                      | 123                | 102,4                            | 995                                | 1987                   |
| 1393                 | Hilvan               | 1.111          | 43.216                      | 21.966                      | 21.250                      | 70                 | 38,9                             | 967                                | 1926                   |
| 2093                 | Karaköprü            | 1.222          | 237.158                     | 120.673                     | 116.485                     | 100                | 194,1                            | 965                                | 2012                   |
| 1630                 | Siverek              | 3.936          | 266.369                     | 134.795                     | 131.574                     | 180                | 67,7                             | 976                                | 1926                   |
| 1643                 | Suruç                | 744            | 102.944                     | 52.331                      | 50.613                      | 95                 | 138,4                            | 967                                |                        |
| 1713                 | Viranşehir           | 2.297          | 204.100                     | 101.296                     | 102.804                     | 146                | 88,9                             | 1015                               |                        |
| PROVINZ 63 Şanlıurfa | PROVINZ 63 Şanlıurfa | 19.242         | 2.115.256                   | 1.066.402                   | 1.048.854                   | 1435               | 109,9                            | 984                                |                        |

## Bevölkerung

### Ergebnisse der Bevölkerungsfortschreibung
Nachfolgende Tabelle zeigt die jährliche Bevölkerungsentwicklung nach der Fortschreibung durch das 2007 eingeführte adressierbare Einwohnerregister (ADNKS). Zusätzlich sind die Bevölkerungswachstumsrate und das Geschlechterverhältnis (Sex Ratio d. h. die rechnerisch ermittelte Anzahl der Frauen pro 1000 Männer) aufgeführt. Der Zensus von 2011 ermittelte 1.701.127 Einwohner, das sind über 15.000 Einwohner weniger als bei der Bevölkerungsfortschreibung bzw. über eine Viertelmillion mehr als zum Zensus 2000

| Jahr | Bevölkerung am Jahresende | Bevölkerung am Jahresende | Bevölkerung am Jahresende | Wachstums- rate der Be- völkerung (in %) | Geschlechter verhältnis (Frauen auf 1000 Männer) | Rang (unter den 81 Provinzen) |
| Jahr | gesamt                    | männlich                  | weiblich                  | Wachstums- rate der Be- völkerung (in %) | Geschlechter verhältnis (Frauen auf 1000 Männer) | Rang (unter den 81 Provinzen) |
| ---- | ------------------------- | ------------------------- | ------------------------- | ---------------------------------------- | ------------------------------------------------ | ----------------------------- |
| 2020 | 2.115.256                 | 1.066.402                 | 1.048.854                 | 2,01                                     | 984                                              | 9                             |
| 2019 | 2.073.614                 | 1.045.964                 | 1.027.650                 | 1,86                                     | 982                                              | 9                             |
| 2018 | 2.035.809                 | 1.026.719                 | 1.009.090                 | 2,52                                     | 983                                              | 9                             |
| 2017 | 1.985.753                 | 999.299                   | 986.454                   | 2,33                                     | 987                                              | 9                             |
| 2016 | 1.940.627                 | 976.938                   | 963.689                   | 2,55                                     | 986                                              | 9                             |
| 2015 | 1.892.320                 | 950.493                   | 941.827                   | 2,53                                     | 991                                              | 9                             |
| 2014 | 1.845.667                 | 925.703                   | 919.964                   | 2,42                                     | 994                                              | 9                             |
| 2013 | 1.801.980                 | 901.868                   | 900.112                   | 2,26                                     | 998                                              | 9                             |
| 2012 | 1.762.075                 | 881.521                   | 880.554                   | 2,67                                     | 999                                              | 9                             |
| 2011 | 1.716.254                 | 858.409                   | 857.845                   | 3,18                                     | 999                                              | 9                             |
| 2010 | 1.663.371                 | 831.382                   | 831.989                   | 3,08                                     | 1001                                             | 9                             |
| 2009 | 1.613.737                 | 809.222                   | 804.515                   | 2,51                                     | 994                                              | 9                             |
| 2008 | 1.574.224                 | 788.278                   | 785.946                   | 3,36                                     | 997                                              | 9                             |
| 2007 | 1.523.099                 | 756.655                   | 766.444                   | —                                        | 1013                                             | 9                             |

## Sehenswürdigkeiten
In der Provinz Şanlıurfa liegen
- die vorgeschichtliche Kultstätte Göbekli Tepe
- die Relikte von Harran
- die Ruinen der wahrscheinlichen sabischen Kultstätte von Sumatar

## Persönlichkeiten
- Bardesanes von Edessa (154–222), syrisch-aramäischer Theologe
- Alexius von Edessa († um 430), Einsiedler und Heiliger
- Theodor Abū Qurra (um 740–um 830), christlicher Denker arabischer Sprache
- Al-Battani (850/869–929), arabischer Astronom des frühen Mittelalters
- Ibn Taimiya (1263–1328), islamischer Gelehrter
- Müslüm Gürses (1953–2013), Sänger und Schauspieler
- Aysel Özakın (* 1942), Schriftstellerin
- Abdullah Öcalan (* 1949), Vorsitzender der Arbeiterpartei Kurdistans
- Ahmet Özhan (* 1950), Sänger
- Abdurrahman Yalçınkaya (* 1950), Generalstaatsanwalt
- Seyyal Taner (* 1952), Sängerin und Schauspielerin
- İbrahim Tatlıses (* 1952), Sänger und Schauspieler
- Şivan Perwer (* 1955), Sänger
- Murat Karayılan (1956–2023), Vorsitzender der Arbeiterpartei Kurdistans
- Bülent İnal (* 1973), Schauspieler
- Hasan Karacadağ (* 1976), Regisseur